# Causalitat
|  | Aquest article tracta sobre el concepte filosòfic. Si cerqueu el concepte físic, vegeu «Causalitat (física)». |

El concepte filosòfic de causalitat es refereix a les relacions causa-efecte. És a dir, és la relació establerta entre els esdeveniments, objectes, variables, o estats de l'assumpte de què es tracti. La causa precedeix cronològicament l'efecte. Sempre que es tornin a repetir les mateixes causes, es tornaran a produir els mateixos efectes; no obstant això, no implica que sempre que es produeixi un efecte B, hagi estat la mateixa causa A la qual l'ha 'causat'.
David Hume va negar el concepte de causalitat, ja que segons ell només per associació de dos esdeveniments que acostumen a succeir alhora la ment infereix la idea de causa, que no té cap prova real (no hi ha impressió o captació de la causa, solament dels dos fets). L'ésser humà, però, accepta que existeix aquest concepte abstracte per poder fer inferències i prediccions tant en la seva vida quotidiana com en la ciència, suposant una connexió de motiu, lògica, entre diferents aspectes de la realitat. Tot i que el mateix Hume criticà la causalitat, és un mètode típic dels empiristes. Ja que és l'observació de l'experiència (nombre n de casos d'estudi) que porta a una conclusió per generalització, principi que s'aplica tant en relació causa-efecte com en d'altres.

## Lògica

### Causes necessàries i suficients
Les causes solen distingir-se en dos tipus: necessària o suficient. Un tercer tipus de relació de causalitat, que no requereix ni necessitat ni suficiència en si mateixa, però que contribueix a aquest efecte, es diu causa contribuïdora.
- Causes necessàries:

Si x és una causa necessària de i, a continuació, la presència de i necessàriament implica la presència de x. La presència de x, però, no implica que i es produeixi.
- Causes suficients:

Si x és una causa suficient de i, llavors la presència de x implica necessàriament la presència de i. No obstant això, una altra causa z alternativament pot causar i. Així, la presència de i no implica la presència de x.
- Causes contributives:

Una causa pot ser classificada com una "causa contributiva" si la presumpta causa precedeix l'efecte, i la modificació de la causa altera l'efecte. No requereix que tots els subjectes que tenen la "causa contributiva" experimentin l'efecte. No requereix que tots els subjectes que estan lliures de la "causa contribuïdora" hagin d'estar lliures de l'efecte. En altres paraules, una causa contribuïdora pot no ser ni necessària ni suficient, però ha de ser contributiva.

### Condicions
Perquè un succés A sigui la causa d'un succés B s'han de complir tres condicions:
1. Que A passi abans que B.
2. Que sempre que succeeixi A succeeixi B.
3. Que A i B estiguin pròxims en l'espai i en el temps.

L'observador, després de diverses observacions, arriba a generalitzar que, ja que fins ara sempre que ha passat A ha passat B, en el futur passarà el mateix. Així s'estableix una llei.

## Limitacions
- No existeixen sistemes perfectament aïllats de possibles interferències externes. En tot cas, si existeixen, nosaltres no podem estar segurs que efectivament ho són.
- La repetició exacta d'unes determinades circumstàncies no és possible. En tot cas, si ho és, nosaltres no ho podem mesurar amb prou certesa.
- Sempre és un lapse excessiu per a la humanitat.

## Tipus de causa
Aristòtil distingia entre quatre tipus de causalitat:
- causa material: el material de què es compon un cos provoca que sigui d'una manera, el limita i el defineix.
- causa formal: idea subjacent a tot cos.
- causa eficient: allò que provoca algun fet, equival al concepte modern de causalitat.
- causa final: sentit o propòsit d'existir d'alguna cosa o ésser.

La lògica, per la seva banda, considera dos tipus de causa (serien subdivisions de causes eficients) per analogia amb els tipus de condició:
- causa necessària: quan es produeix un efecte donat, necessàriament existeix aquella causa però no a la inversa.
- causa suficient: una causa provoca un efecte, però que també pot ser motivat per una altra causa.